# Leptobatopsis annularis
Leptobatopsis annularis là một loài tò vò trong họ Ichneumonidae.